# Adolfo Soto
Adolfo Francisco Soto Dreussi (Chajarí, Argentina, 6 de enero de 1947) es un exfutbolista argentino. Jugaba de delantero y su primer club fue el Talleres de Córdoba.

## Carrera
Nacido en Paraguay, Adolfo Soto se trasladó muy joven a Argentina, donde comenzó su carrera futbolística en el año 1960 jugando para el Talleres de Córdoba donde permaneció hasta 1962. En ese mismo año pasó al Racing de Córdoba, jugando para ese club hasta 1964. En 1965 fichó por el Independiente Rivadavia, en donde estuvo hasta 1967 para marchar al San Martín de Mendoza.
En 1971 se fue a España para jugar en la UD Las Palmas, donde estuvo dos temporadas, participando en la copa de la UEFA de 1972-73, anotando dos goles ante el Torino y dos más sobre el Slovan de Bratislava.
En 1973 se fue al Real Zaragoza y por último, en 1975 pasó al Cádiz CF, club en el que se retiró en 1976.

## Clubes
| Club                    | País      | Año       |
| ----------------------- | --------- | --------- |
| Talleres de Córdoba     | Argentina | 1960-1962 |
| Racing de Córdoba       | Argentina | 1962-1964 |
| Independiente Rivadavia | Argentina | 1965-1967 |
| San Martín de Mendoza   | Argentina | 1967-1971 |
| UD Las Palmas           | España    | 1971-1973 |
| Real Zaragoza           | España    | 1973-1975 |
| Cádiz CF                | España    | 1975-1976 |